# Języki masa
Języki masa – gałąź afroazjatyckiej rodziny języków czadyjskich. Zalicza się do niej kilka języków, używanych w Czadzie i Kamerunie. Według klasyfikacji Paula Newmana z 1990 r. do gałęzi masa należą m.in. następujące języki:
- język masa (właściwy)
- język marba
- język musej
- język mesme
- język peve
- język zime